# Návlečka

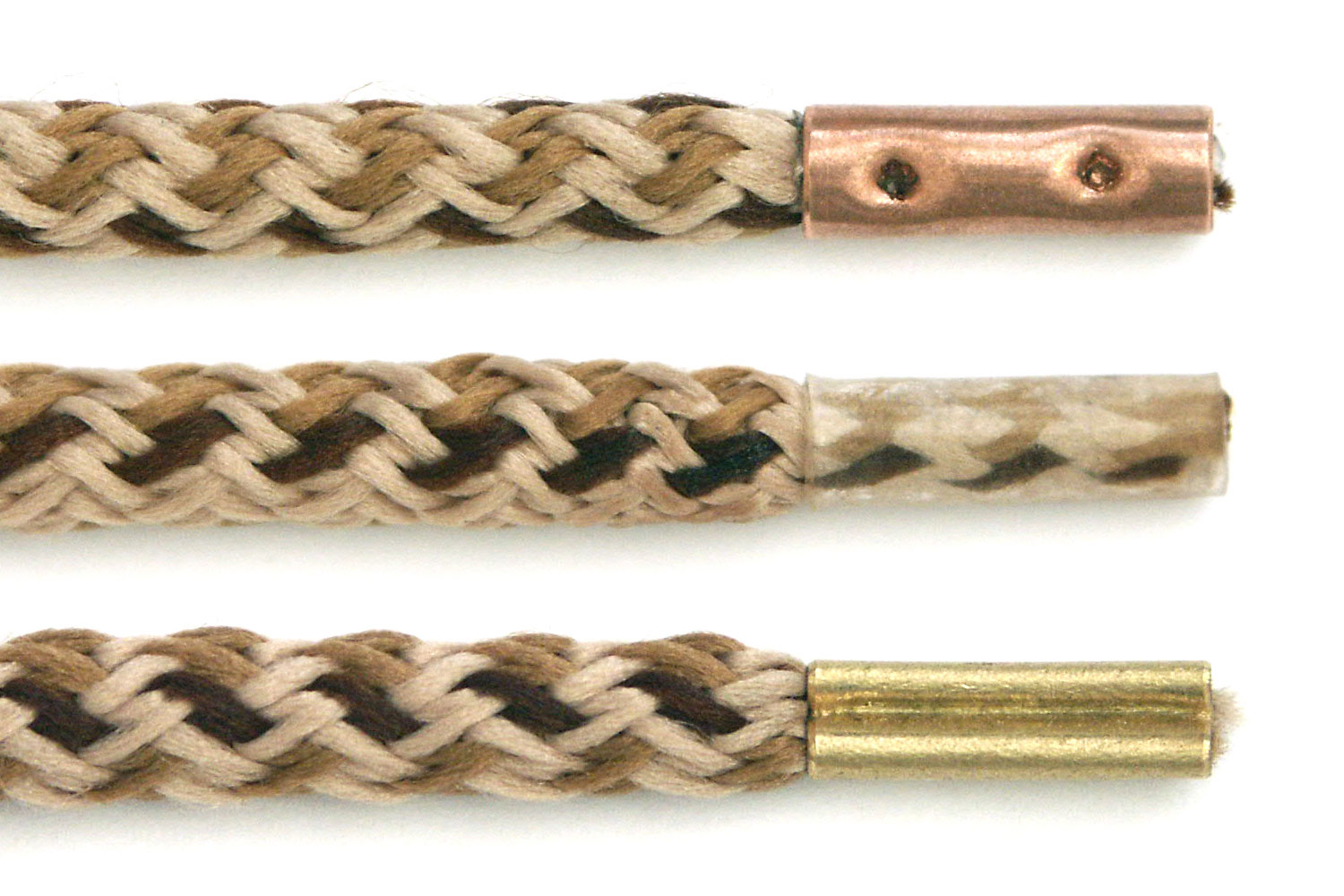
Tři různé typy návleček: dvojitá děrovaná měď, plastové pouzdro a mosaz složená dovnitř

Návlečka je malé válcové nebo zploštělé pouzdro, často vyrobené z plastu nebo z kovového plechu, které se používá na každém konci tkaničky nebo šňůrky. Návlečka byla zavedena s užíváním šněrovacích bot v závěru 19. století.  Její úzký, hladký a oblý profil chrání konce tkaničky nebo šňůrky před roztřepením, a také díky její pevnosti usnadňuje držení a provlékání tkaničky (šňůrky) očkem, ouškem nebo výstupky na obuvi.
Větší návlečky slouží na koncích opasku a nazývají se nákončí.  